# 1973 en fantasy
| Années de la fantasy : 1970 - 1971 - 1972 - 1973 - 1974 - 1975 - 1976    |
| Décennies de la fantasy : 1940 - 1950 - 1960 - 1970 - 1980 - 1990 - 2000 |

L'année 1973 a été marquée, en matière de fantasy, par les événements suivants.

## Naissances et décès

### Décès
- 2 septembre : J. R. R. Tolkien, écrivain britannique

## Romans - Recueils de nouvelles ou anthologies - Nouvelles
- Le Champion de Garathorm (The Champion of Garathorm), roman de Michael Moorcock et sixième tome de la série La Légende de Hawkmoon ;
- Le Comte Airain (Count Brass), roman de Michael Moorcock et cinquième tome de la série La Légende de Hawkmoon ;
- L'Enfant contre la nuit (The Dark is Rising), roman de Susan Cooper ;
- Les Frères Cœur-de-lion (Bröderna Lejonhjärta), roman d'Astrid Lindgren ;
- Momo (Momo, oder Die seltsame Geschichte von den Zeit-Dieben und von dem Kind, das den Menschen die gestohlene Zeit zurückbrachte), roman de Michael Ende ;
- Le Triomphe des magiciens (High Deryni), roman appartenant au cycle des Derynis de Katherine Kurtz.

## Bandes dessinées, dessins animés, mangas
- Création du personnage de Red Sonja chez Marvel Comics ;
- Sword of Sorcery chez DC Comics, première série de comics reprenant Le Cycle des épées de Fritz Leiber